# Chris Mason
Chris Mason (Liverpool, em 14 de fevereiro de 1991) é um ator inglês. Ele é mais conhecido por interpretar Chad Gekko, marido de Veronica Lodge, na temporada de 2021 de Riverdale. Desde 2024, ele interpreta Keiran Atreides na série Dune: Prophecy.

## Início de vida
Mason nasceu em 14 de fevereiro de 1991, em Edge Hill, Liverpool e foi criado em Broadgreen.

## Carreira
Os primeiros papéis importantes de Mason foram nos elencos principais de duas minisséries, The Fades (2011) e Lightfields (2013). Seu primeiro papel no cinema foi em Vampire Academy (2014).
Em 2017, Mason apareceu em um papel recorrente, como Leo Humphries, na terceira temporada de Broadchurch.
Em 2021, ele apareceu na quinta temporada de Riverdale, retratando Chad Gekko, o marido manipulador –  eventualmente ex-marido –  da Verônica Lodge.
Desde 2024, ele interpreta Keiran Atreides no elenco principal da série HBO, Dune: Prophecy.

## Vida pessoal
Mason é casado com a atriz americana Spencer Locke desde 2017, juntos eles têm uma filha, Monroe (n. 2020).

## Filmografia

### Filmes
| Ano  | Título                | Papel       | Notas |
| ---- | --------------------- | ----------- | ----- |
| 2014 | Vampire Academy       | Ray         |       |
| 2015 | Legend                | Ronnie Hart |       |
| 2015 | Between Two Worlds    | Ryan        |       |
| 2017 | Mad Genius            | Mason       |       |
| 2018 | The Honor List        | Aaron Masey |       |
| 2021 | O Auto da Boa Mentira | Pierce      |       |

### Televisão
| Ano             | Título                                  | Papel                 | Notas                                      |
| --------------- | --------------------------------------- | --------------------- | ------------------------------------------ |
| 2011            | Justice                                 | Peter                 | Episódio: "Like Father, Like Son"          |
| 2011            | The Fades                               | Steve                 | Minissérie, elenco principal               |
| 2012            | Coming Up                               | Carl Slade            | Episódio: "Postcode Lottery"               |
| 2012            | Eggbox                                  | Danny                 | Filme para TV                              |
| 2013            | Lightfields                             | Nick                  | Minissérie, elenco principal               |
| 2013            | Motive                                  | Cam Radcliffe         | Episódio: "The One That Got Away"          |
| 2014            | Our World War                           | William Hunt          | Episódio: "Pals"                           |
| 2017            | Broadchurch                             | Leo Humphries         | Papel recorrente (temporada 3)             |
| 2019            | Pretty Little Liars: The Perfectionists | Nolan Hotchkiss       | 3 episódios                                |
| 2020            | The Resident                            | Dax Ramsey            | Episódio: "How Conrad Get His Groove Back" |
| 2020            | Dirty John                              | O jovem Dan Broderick | Papel recorrente (2ª temporada)            |
| 2021            | Riverdale                               | Chad Gekko            | Papel recorrente (5ª temporada)            |
| 2021            | The American Guest                      | Kermit Roosevelt      | Minissérie, elenco principal               |
| 2021            | Law & Order: Organized Crime            | Luka Hasa             | 2 episódios                                |
| 2022            | Killing It                              | Dustin                | 2 episódios                                |
| 2022            | FBI: Most Wanted                        | Walker Hawley         | Episódio: "Iron Pipeline"                  |
| 2024            | Doctor Who                              | John Lennon           | Episódio: " The Devil's Chord "            |
| 2024 - presente | Dune: Prophecy                          | Keiran Atreides       | Elenco principal                           |

## Links externos
- Chris Mason. no IMDb.